# Synema glaucothorax
Synema glaucothorax är en spindelart som beskrevs av Salvador de Toledo Piza Júnior 1934. Synema glaucothorax ingår i släktet Synema och familjen krabbspindlar. Inga underarter finns listade i Catalogue of Life.